# John Frink
John Frink är amerikansk TV-producent och manusförfattare. Han är mest känd för sin medverkan i den tecknade tv-serien Simpsons.
Frink föddes 1964 i Whitesboro, New York.